# Фарнакиди
Фарнакидите (Pharnakiden) са древна благородническа фамилия в персийската империя на Ахеменидите през 5 и 4 век пр.н.е.
Фамилията е страничен клон на Ахеменидите, произлизащ от Фарнак. Той е по-малък син на Аршама I († ок. 520 пр.н.е.) и брат на Хистасп и така чичо на по-късния велик car Дарий I Велики, на когото служи също като дворцов маршал.
Фарнакидите са фактически наследствени персийски управители (сатрапи) във Фригия (днес Анатолия) и след нейното разделяне в хелеспонтска Фригия/Малка Фригия (днес Севеозападна Турция). Тяхната резиденция е Даскилейон. Те загубват тяхната провинция през 353 пр.н.е.. след множество участия в бунтове против векикия цар. Последните Фарнакиди са първо противници, след това привърженици на Александър Велики.
Известни членове на фамилията са:
- Фарнак (ок. 550-497 пр.н.е.)
- Артабаз I, негов син (fl. 480-455 пр.н.е.)
- Фарнабаз I, негов син (fl. 455-430 пр.н.е.)
- Фарнак II, негов син (fl. 430-422 пр.н.е.)
- Фарнабаз II († сл. 373 пр.н.е.), негов син (fl. 422-387 пр.н.е.)
- Ариобарзан († 363/362 пр.н.е.), негов син (fl. 407-362 пр.н.е.)
- Артабаз II († 325 пр.н.е.), негов брат (fl. 389-329 пр.н.е.)
- Фарнабаз III († сл. 321 пр.н.е.), негов син (fl. 370-320 пр.н.е.)

Известни женски членове на фамилията са:
- Барсина († 309 пр.н.е.), дъщеря на Артабаз II, съпруга на родосците Ментор и Мемнон, също любовница на Александър Велики
- Артакама, дъщеря на Артабаз II и съпруга на Птолемей I
- Артонис, дъщеря на Артабаз II и съпруга на Евмен от Кардия

Други членове на фамилията са:
- Сусамитрес и Магайос, чичо и брат на Фарнабаз II, убийци на Алкивиад
- Митридат, син на Ариобарзан

Вероятни членове на фамилията са:
- Фарнак († 334 пр.н.е.), зет на Дарий III, убит в битката при Граник
- Ариобарзан († 331 пр.н.е.), сатрап на Персис